# Daxin
Daxin (em chinês tradicional: 大新縣; chinês simplificado: 大新县; pinyin: Dàxīn; zhuang:Dindaengh)  é um condado da Chongzuo, localidade situada ao sudoeste da Região Autónoma Zhuang de Guangxi, na República Popular da China. Ocupa uma área total de 2.742 Km². Segundo dados de 2010, Daxin possuí 359 800 habitantes, 97.2% das pessoas que pertencem ao grupo étnico Zhuang.